# Amalfi (Hooverphonic)
Amalfi is een single van de Belgische band Hooverphonic. Het nummer werd geschreven door Alex Callier en Luca Chiaravalli. Het is het eerste nummer van het album In Wonderland (het tweede album met frontzangeres Noémie Wolfs). Het nummer zelf gaat over een vakantie met een geliefde, in connectie met het stadje Amalfi (Italië). Het nummer werd een radio hit in Vlaanderen en stond 25 weken lang in de Ultratop 50 (Vlaanderen). Geen enkel nummer van de Belgische band deed dat langer.